# Biennale of Sydney
Die Biennale of Sydney ist eine zweijährlich stattfindende internationale Kunstausstellung in Sydney (Australien).
Die Biennale von Sydney ist ein internationales Ausstellungsfestival, das seit 1973 in Sydney, der größten Stadt Australiens, jeweils an mehreren Ausstellungsorten stattfindet. Die erste Biennale fand im neu eingeweihten Sydney Opera House mit 36 beteiligten Künstlern statt. Ergänzt wird das Ausstellungsprogramm seither mit Performances, Symposien, Workshops und Diskussionsveranstaltungen. Auf den bisher stattfindenden sechzehn Biennalen wurden über 1500 künstlerische Positionen aus 60 Ländern gezeigt.
Thematisch hatten die Biennalen zum Teil Schwerpunkte, die sich vor allem mit der kulturellen Ausrichtung des Landes beschäftigten. Die Veranstaltungen 1976 und 1979 zeigte die kulturellen und ethnische Vielfalt Australiens, 1973 und 1976 die Kunst Asiens und des pazifischen Raums und 1979, 1982 und 1984 die sozialen Veränderungen in der australischen Gesellschaft.
Die 14. Biennale of Sydney 2004 fand vom 4. Juni bis zum 15. August unter dem Thema On Reason and Emotion in den großen Museen, den wichtigsten Galerie, den Royal Botanic Gardens und vor dem Opernhaus statt, Kuratorin war Isabel Carlos. Die 15. Biennale 2006, unter dem Titel Zones of Contact, dauerte vom 8. Juni bis zum 27. August. An ihr nahmen 85 Künstler aus 44 Ländern teil. Schauplatz waren sechzehn verschiedene Orte der Stadt, darunter die großen Museen und Galerien und die Pier 2/3 am Walsh Bay. Das Festival hatte über 300.000 Besucher, der Direktor war Charles Merewether.
Die 16. Biennale 2008 war vom 18. Juni bis zum 7. September unter dem Thema Revolutions - Forms That Turn geöffnet und umfasste von Kasimir Malewitsch und Man Ray bis zur Gegenwart Arbeiten von über 80 Künstlern. Als Ausstellungsorte waren die Art Gallery of New South Wales, das Museum of Contemporary Art Sydney, das Sydney Opera House, verschiedenen privaten Galerie und das Pier 2/3 am Walsh Bay einbezogen. Künstlerische Direktorin war die Ausstellungsmacherin und Schriftstellerin Carolyn Christov-Bakargiev. Zu den ausgestellten deutschen Künstlern gehörten unter anderem Joseph Beuys, Thomas Bayrle und Adolf Luther.
Die 17. Biennale 2010 fand vom 12. Mai bis 1. August 2010 unter der Direktion von David Eliott unter dem Thema THE BEAUTY OF DISTANCE: Songs of Survival in a Precarious Age statt. Zurückgegriffen wurde auf die Ausstellungsorte von 2008.
Die 18. Biennale 2012 unter dem Motto all our relations fand vom 27. Juni bis 16. September statt. Künstlerische Leiter waren Catherine de Zegher und Gerald McMaster.
Das Motto der 19. Biennale 2014 ist You Imagine What You Desire. Hauptsponsor ist die australische Firma Transfield Services, die seit Beginn des Jahres 2014 unter anderem Lager für von Australien abgewiesene Asylsuchende auf der Insel Manus in Papua-Neuguinea und auf Nauru betreibt. Aus Protest gegen den Sponsor sagten mehrere Dutzend Künstler ihre Teilnahme an der Biennale ab.
Der australische Künstler Brook Andrew wird 2020 Künstlerischer Leiter der 22. Biennale sein. Brook hat in vielen internationalen Museen ausgestellt, so u. a. im Museo Nacional Centro de Arte Reina Sofia, Madrid, im Musée d’ethnographie de Genève Genève, Genf, im Musée du quai Branly, Paris und im Van Abbemuseum in  Eindhoven.